# Sónar
Il Sónar è una manifestazione di musica elettronica, Live Media ed arte multimediale che si svolge annualmente a Barcellona. Il festival che dura generalmente tre giorni, si svolge a metà giugno.
Il sito ufficiale descrive il festival come "un punto d'incontro essenziale per un pubblico alternativo, artisti d'avanguardia ed i più influenti professionisti della musica e dell'arte contemporanea. Ha partenariati con il SonarSound Tokyo, il Sonar Galicia a Coruña del Conde e collabora con il Roma-Europa Festival.

## Sonar diurno
Il Sónar by Day si svolge nel Centre de Cultura Contemporània de Barcelona (CCCB) ed al Museu d'Art Contemporani de Barcelona (MACBA) vicino alla Rambla. Qui le attività generalmente nei giorni del festival, iniziano a mezzogiorno e finiscono alle 10 di sera.
Di giorno il festival propone concerti, Arte, banchi di abbigliamento e dischi, dimostrazioni di oggetti tecnologici, il Sonar Cinema ed altro nelle aree ufficiali del festival: SonarVillage, SonarPro, SonarLab, SonarCinema, Record Fair, Editorial Fair, Conferences and Debates, SonarComplex, SonarDome, Exhibitions, SonarMática, Sonarama.

## Sónar notturno
Il Sónar by Night si svolge fuori dal centro di Barcellona, in Gran Vía (M2). Av. Botànica, 62.
Vi sono generalmente 4 palchi in cui si esibiscono musicisti, Dj e VDj da tutto il mondo.

## Musica
Il festival propone musica elettronica di vari stili: Techno, House, Electro, IDM, Power noise, Hip Hop, Experimental e diversi tipi di musica d'avanguardia.

### SÓNAR 2011
Underworld, M.I.A., Aphex Twin, Magnetic Man, Die Antwoord, The Human League, Dizzee Rascal, Cut Copy, James Murphy, Janelle Monáe, Paul Kalkbrenner, Chris Cunningham, Boys Noize, Four Tet, Buraka Som Sistema, Katy B, Steve Aoki, Steve Reich + bcn216 + Synergy Vocals, Alva Noto & Ryūichi Sakamoto, Shackleton, James Holden, Nicolas Jaar, Global Communication, Cyclo, Trentemøller, A-Trak, Atmosphere, Annie Mac, Hype Williams, Little Dragon, ...

### SÓNAR 2010
The Chemical Brothers, Roxy Music, Air, LCD Soundsystem, Plastikman, Jónsi, Dizzee Rascal, 2manydjs, Booka Shade, Hot Chip, Fuck Buttons, Aeroplane, King Midas Sound, Broadcast, The Sugarhill Gang, Caribou, Matthew Herbert's One Club, Flying Lotus, Pete Tong, Joy Orbison, New Young Pony Club, Roska, Necro Deathmort, Ryoji Ikeda, Mary Anne Hobbs, Moodymann, John Talabot, Speech Debelle, Emilio José, Uffie, Jimi Tenor & Kabu Kabu, Hudson Mohawke, DJ Hell, Delorean, The Pinker Tones, Sandwell District, bRUNA, Bomba Estéreo, Cluster, Lunice, Aufgang, bcn216 + Tristan Perich, BFlecha, The Slew featuring Kid Koala, Caspa feat. MC Rod Azlan, ...

### SÓNAR 2009
Orbital, Grace Jones, Animal Collective, Fever Ray, Crystal Castles, Late of the Pier, Carl Craig, Crookers, Moderat, Francisco López, Jeff Mills, Mulatu Astatke and The Heliocentrics, Deadmau5, SebastiAn, La Roux, Richie Hawtin, James Murphy & Pat Mahoney (LCD Soundsystem Special Disco Set), Luomo, Micachu and the Shapes, Dorian Concept, Erol Alkan presents Disco 3000, Buraka Som Sistema, Little Boots, Konono Nº1, Ebony Bones, Heartbreak, Anímic, Joker, Marcel Dettmann, Bomb Squad, Beardyman, Omar Souleyman, Atom TM, Don Rimini, Ryoichi Kurokawa, Filastine, Martyn, Roland Olbeter + Tim Exile + Jon Hopkins, Joe Crepúsculo, James Pants, Lars Horntveth + Bcn216, Guillamino, Jamie Woon, Institut Fatima, The Gaslamp Killer...

### SÓNAR 2008
Yazoo, Justice, Goldfrapp, Camille, Róisín Murphy, Hercules & Love Affair, Diplo, Boys Noize, Bc & Jc feat. Darren Emerson, Yelle, Neon Neon, Flying Lotus, DJ Mehdi vs. A-Trak, Miss Kittin, El Guincho, Antipop Consortium, SebastiAn, Busy P., Krazy Baldhead, Frankie Knuckles, Spank Rock, Chloé, The Pinker Tones, Basquiat Strings, Asstrio, Mary Anne Hobbs, Shackleton, Mala, Jimpster, Milton Jackson, Ben Watt, The Duloks, Little Dragon, Cabo San Roque, Tender Forever, Northern State, Kalabrese Pres. The Rumpelorchestra, Arbol, Daedelus, The Long Lost, Pilooski...

### SÓNAR 2007
Beastie Boys, Cornelius, Devo, Mogwai, Fangoria, Dizzee Rascal, Clark, DJ Nu-Mark, Justice, Skream, Haswell & Hecker, Jeff Mills, Narod Niki, Junior Boys, Calle 13, Sunn O))), Âme, Nicole Willis & The Soul Investigators, Uffie feat. Feadz, Dave Clarke, Kode9 & The Spaceape, Digitalism, Mala Rodríguez, Matthew Dear's Big Hands, Simian Mobile Disco, James Holden, Mira Calix, Miss Kittin, Mary Anne Hobbs, Oris Jay, Radio Slave, Dixon, Rahzel & DJ Js-One, Wolf Eyes, Various Production, Fiblanda, Damian Schwartz vs. Tadeo, Night Of The Brain...

### SÓNAR 2006
Chic feat. Nile Rodgers, Scissor Sisters (presenza non annunciata), Goldfrapp, Insen: Alva Noto + Ryūichi Sakamoto, Linton Kwesi Johnson & Dennis Bovell Dub Band, Liars, Ryoji Ikeda, Herbert, Isolée, Laurent Garnier & Bugge Wesseltoft feat. Philippe Nadaud, Modified Toy Orchestra, Nightmares on Wax, Digable Planets, Señor Coconut & His Orchestra feat. Argenis Brito, Dave Clarke, Fat Freddy's Drop, Modeselektor, Kenny Dope, DJ Krush, Diplo vs. A-Trak, Gilles Peterson & Earl Zinger, One Self, Ricardo Villalobos, Shit And Shine...

### SÓNAR 2005
The Chemical Brothers, Cut Chemist, De La Soul, M.I.A., Martin Lee Gore, LCD Soundsystem, Le Tigre, Róisín Murphy, Diplo, DJ/Rupture, DJ Yoda, 2 Many DJ's, 2020 Soundsystem, Ada, Battles, Booka Shade, Matthew Herbert “Plat du Jour”, Hot Chip, Jamie Lidell, Khonnor, Luke Vibert, Mathew Jonson, Miss Kittin, Mouse On Mars, Mu, Radian, Richie Hawtin, The Vegetable Orchestra - Das erste Wiener Gemüseorchester, The Soft Pink Truth, Sólo Los Solo, SoulWax, Subtle, The Durutti Column, To Rococo Rot, Towatei, Who Made Who...

### SÓNAR 2004
OBC + Ryūichi Sakamoto, Pan Sonic and Fennesz, Massive Attack, Human Audio Sponge, Guru of Gang Starr, Buck 65, Beans, Roots Manuva, Madlib, Richie Hawtin vs. Ricardo Villalobos, Kid Koala, Matthew Dear, DJ2D2, Prefuse 73, DJ Marlboro, Matthew Herbert, 2 Many DJs, DJ Hell, Tiga, Nobody, François K, La Excepción, Boom Bip, Prince Po, Dani Siciliano, Four Tet, To Rococo Rot, Maja Ratkje, Alva Noto...

### SÓNAR 2003
Björk, Matthew Herbert, Underworld, Mark Bell, Oxide & Neutrino, Aphex Twin, Ladytron, Colder, LCD Soundsystem, Ángel Molina, Gilles Peterson, Metro Area, The Soft Pink Truth, T. Raumschmiere, Laurent Garnier, Pole feat. Fat Jon, Francisco López, Sketch Show, Jaga Jazzist, Sage Francis, Bugge Wesseltoft, Prefuse 73, DJ2D2, The Puppetmastaz, Tujiko Noriko, Jamie Lidell, Patrick Pulsinger, Akufen...

### SÓNAR 2002
Pet Shop Boys, Slam, Arthur Baker, Vitalic, Ellen Allien, Arto Lindsay, DJ Krush, Radio Boy, Kid606, Tuxedomoon, The Cinematic Orchestra, AGF, Christian Marclay, Isan, Lali Puna, Donna Regina, François K., Pan Sonic + Peaches, Kit Clayton, John Tejada, Soul Center, Tiga, Yo La Tengo, Alison Goldfrapp, Dntel, Layo & Bushwacka!, Sólo Los Solo, Mr. Len, Anti-pop Consortium, Mr.Scruff...

### SÓNAR 2001
Masters At Work, Frankie Knuckles, Leila, Sonic Youth, Aphex Twin, Plaid, Andrew Weatherall & Radioactive Man, Amon Tobin, Darren Emerson, Phuture 303, Vladislav Delay, Louie Austen, Andy Votel, Jazzanova, Isolée, Luomo, Kahn + Julee Cruise, Kid 606, Jim O'Rourke plays Moikai, Steve Shelley plays Smells like Records, John Peel plays The Peel Sessions, Umek...

### SÓNAR 2000
Marc Almond, Death In Vegas, David Morales, Carl Cox, Chicks On Speed, DJ Hell, Gilles Peterson, Terranova, Stereo MCs, A Guy Called Gerald, Autechre, Herbert, Karlheinz Stockhausen, Goldfrapp, Add N To (X), Miss Kittin, Luke Slater, Burnt Friedman, Francisco López, Otomo Yoshihide & Sachiko M, Turner, 7 Notas 7 Colores, Fangoria...

### SÓNAR 1999
Orbital, Richie Hawtin aka Plastikman, Roger Sanchez, DJ Spooky, Joe Clausell, Speedy J, Grooverider, Rainer Trüby, Suicide, Super Collider, Atari Teenage Riot, Kruder & Dorfmeister, Pole, Kreidler, Tarwater, Ryoji Ikeda, Scratch Perverts, Tikiman, Daniel Miller plays Mute, Fennesz/Jim O'Rourke/Rehberg, David Toop...

### SÓNAR 1998
Kraftwerk, Aux 88, Jimi Tenor's Tenorlandia, Les Rythmes Digitales, Pan Sonic, Moby, Aphex Twin, Deep Dish, François Kevorkian, DJ Hell, Jeff Mills, DJ Vadim, Jay Jay Johanson, Mouse on Mars, Ralph Lawson, Michael Mayer...

### SÓNAR 1997
Roger Sanchez, Daft Punk, Herbert, Coldcut + Hex, Fila Brazillia, Kruder & Dorfmeister, Dave Clarke, Jeff Mills, Laurent Garnier, Fennesz, Sensorband, Dr. Rockit, Merzbow, Buckfunk 3000, The Private Lightning Six, Patrick Pulsinger, Si Begg, Clarke Warner, Matthew Hawtin...

### SÓNAR 1996
Spring Heel Jack, Josh Wink, Autechre, Richie Hawtin, Bandulu, Ken Ishii, Slam, Designers Republic, Jeff Mills, DJ Food, Hector Zazou, Jimi Tenor, Dumb Type, Paul Sermon, Thomas Bayrle, Erkki Huhtamo...

### SÓNAR 1995
Scanner, Orbital, Scorn, Dread Zone, Psychick Warriors Ov Gaia, Fangoria, John Acquaviva, Kenny Larkin, John Tye, Biosphere, José Padilla, Atau Tanaka + Les Virtualistes, Derek Jarman...

### SÓNAR 1994
Holger Czukay, Mixmaster Morris, Laurent Garnier, Sven Väth, Atom Heart, Trans Global Underground, Vapour Space, Contemporary Art Ensemble, Etant Données...